# Іза Орджонікідзе
Іза Орджонікідзе (груз. იზა ორჯონიკიძე; 21 листопада 1938 — 9 лютого 2010) — грузинський поет і літературознавець. Вона також була депутатом парламенту Грузії з 1992 по 1995 рік.

## Біографія
Іза Орджонікідзе народилася в Тбілісі, у 1965 році закінчила МДУ за спеціальністю філолог.
У 1976 році її призначили директором Музею грузинської літератури імені Леонідзе, на якій вона займала до 1982 року і знову з 1989 по 1990 і з 1991 по 2010.
У 1989 році Орджонікідзе був членом спеціальної комісії з розслідування дій радянських військових проти демонстрацій за незалежність у Грузії 9 квітня 1989 року.
Після здобуття Грузією незалежності від Радянського Союзу, вона була обрана до парламенту від району Сабуртало Тбілісі з 1992 по 1995 рік.